# Michel Pagé
Pour les articles homonymes, voir Pagé.
Michel Pagé (né le 4 décembre 1949 à Saint-Basile et mort le 4 septembre 2013 à Québec) est un avocat et homme politique québécois.

## Biographie
Michel Pagé a été admis au Barreau du Québec en 1974 et a pratiqué comme avocat jusqu'en 1985. Cependant sa carrière politique était déjà débutée à ce moment.

### Carrière politique
Député pendant dix-neuf ans, Michel Pagé a d'abord été élu à l'Assemblée nationale du Québec aux élections de 1973, représentant la circonscription de Portneuf. Il avait alors 23 ans et était le plus jeune député de cette assemblée. Aux élections de 1976, malgré la défaite du Parti libéral, il a conservé son siège. En 1981, il est nommé président du caucus des députés libéraux et whip en chef de l'opposition officielle. Lors du retour des libéraux au pouvoir aux élections de 1985, il accède au Conseil des ministres comme ministre de l'Agriculture, des Pêcheries et de l'Alimentation.
Après l'élection de 1989 qui voit les libéraux conserver le pouvoir, Michel Pagé conserve son ministère mais y ajoute la responsabilité de leader parlementaire du gouvernement. Puis, lors d'un important remaniement ministériel en octobre 1990, il est remplacé par Yvon Picotte à l'Agriculture et devient ministre de l'Éducation, succédant à Claude Ryan. Il quitte ses fonctions de ministre et de leader parlementaire en octobre 1992, puis démissionne comme député le mois suivant.

### Après la politique
Michel Pagé a été président et chef de la direction de la société papetière Donohue d'octobre 1992 à août 1994. Par la suite il a occupé par intérim le poste de président de Radio-Québec en 1995 et 1996. Dans l'entreprise privée, il a occupé des postes de direction à la société minière Lithos et chez Canadian Investors Corporation, et a été vice-président de la compagnie aérienne Inter-Canadien. Il a présidé la Commission canadienne du lait en 2001 et 2002.
Il est mort le 4 septembre 2013 après une longue maladie. Ses obsèques ont eu lieu dans son village natal de Saint-Basile.
Le fonds d’archives Michel Pagé est conservé au centre d’archives de Québec de la Bibliothèque et Archives nationales du Québec.

## Distinctions
- Commandeur d'office de l'Ordre national du mérite agricole (1985)